# Shenzhou 10
Shenzhou 10 foi a quinta missão tripulada do programa espacial chinês Shenzhou, lançada do Centro de lançamento de satélites de Jiuquan, no Deserto de Gobi, em 11 de junho de 2013. A nave Shenzhou levou a bordo a segunda chinesa a ir ao espaço, a capitã da Força Aérea Chinesa e taikonauta Wang Yaping. O objetivo da missão, de quinze dias de duração, foi o de realizar a segunda acoplagem de uma nave tripulada com o módulo-laboratório Tiangong 1, originalmente lançado em setembro de 2011.
Durante a estadia no laboratório a tripulação realizou experiências físicas, científicas e tecnológicas. Esta foi a última missão tripulada ao laboratório espacial. Depois de uma série de testes de acoplagens e desacoplagens com o módulo, a nave retornou à Terra em 26 de junho de 2013.

## Tripulação
| Posição      | Taikonauta                            |
| ------------ | ------------------------------------- |
| Comandante   | Nie Haisheng                          |
| Operador     | Zhang Xiaoguang                       |
| Pesquisadora | Wang Yaping segunda chinesa no espaço |

## Missão

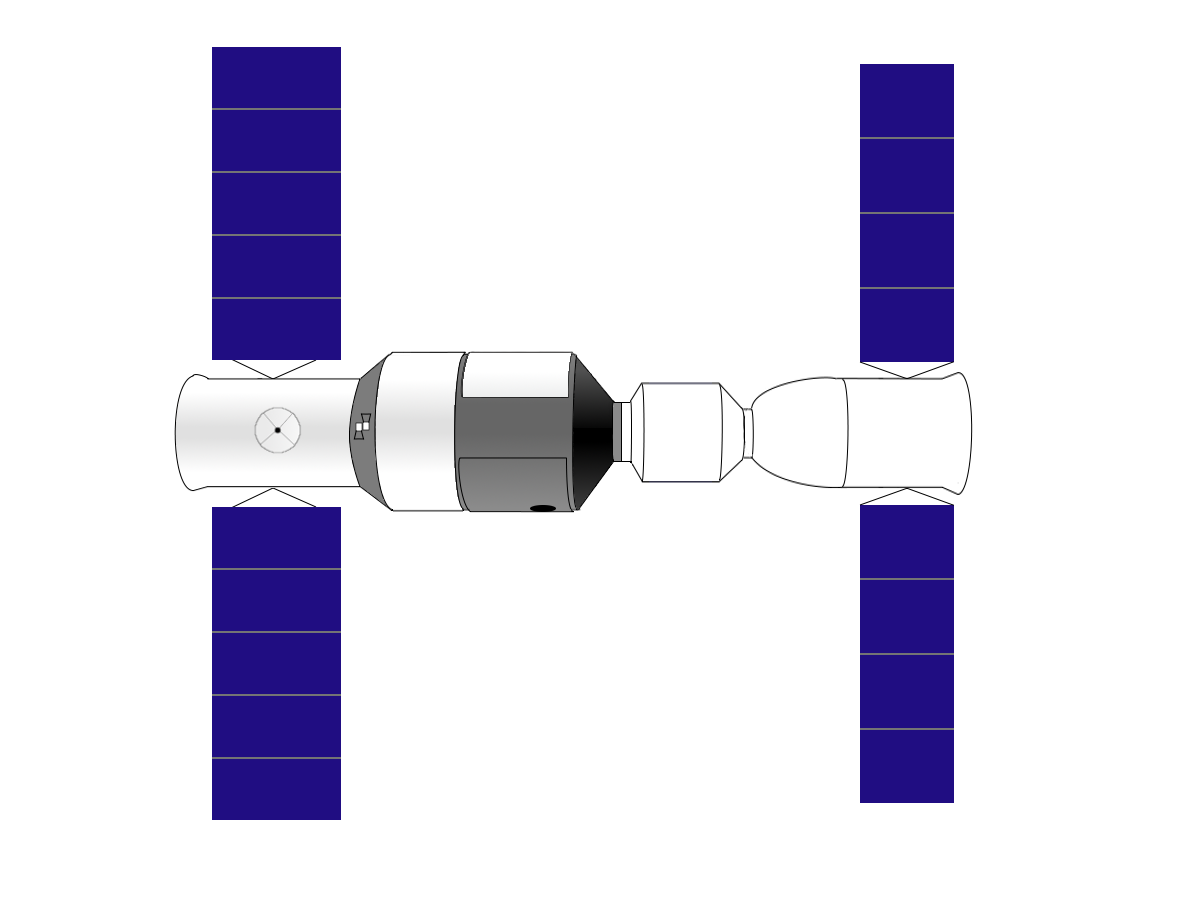
Diagrama da Shenzhou 10 acoplada com a estação Tiangong 1.

### Preparativos
Antes da reignição do laboratório Tiangong 1 em 30 de agosto de 2012, foi previsto que uma janela de lançamento fosse aberta entre o fim de novembro e o início de dezembro de 2012, quando a órbita do laboratório tivesse decaído até uma altitude compatível com a órbita das naves Shenzhou. Com a reignição feita, calculou-se que nova decaída de órbita aconteceria em janeiro de 2013, fazendo com que a missão Shenzhou 10 fosse antecipada para janeiro ou fevereiro deste ano. Durante o 18ª Congresso do Partido Comunista Chinês, acontecido em novembro de 2012, um porta-voz oficial da agência espacial chinesa informou que a missão estava planejada para o período junho–julho de 2013.
A partir daí, uma série de informações circularam na imprensa internacional, incluindo o desejo do governo de que a tripulação tivesse outra mulher integrando-a, do mesmo modo que a Shenzhou 9 e a confirmação de que o lançamento se daria entre junho e julho de 2013, preferencialmente entre 7 e 13 de junho.
A capitã Wang Yaping foi anunciada publicamente como tripulante em abril de 2013, a única até então confirmada, com os restantes dois taikonautas anunciados no começo de junho, quando a tripulação completa foi finalmente confirmada. Esta mesma tripulação serviu com tripulação-reserva da Shenzhou 9 um ano antes.

### Lançamento e acoplagem
A nave Shenzhou 10 foi lançada do Centro de Lançamentos de Satélites de Jiuquan, no deserto de Gobi, às 17:38 (hora local) de 11 de junho de 2013, no topo de um foguete Longa Marcha 2F. A nave atingiu com sucesso a órbita baixa terreste após a separação do corpo do foguete. Com duração de quinze dias, foi a mais longa missão espacial chinesa até hoje, suplantando em dois dias a missão anterior. O presidente chinês Xi Jinping esteve presente à cerimônia de despedida da tripulação e ao lançamento.
A acoplagem com o módulo foi realizada às  05:11 UTC de 13 de junho; a tripulação abriu as escotilhas entre a espaçonave e o Tiangong três horas depois e entrou na estação.

### Tarefas
Depois da acoplagem com o laboratório, a tripulação realizou experiências médicas e tecnológicas. Nie Haisheng, o comandante, em seu segundo voo ao espaço, supervisionou os procedimentos de aproximação e  acoplamento realizados pelo piloto Zhang Xiaoguange os diversos testes de acoplagens posteriores. Wang Yaping conduziu experiências científicas e deu uma aula de física direto do laboratório, transmitida on line para estudantes chineses, no dia 20 de junho.

## Retorno
Antes do retorno e após a desacoplagem do laboratório Tiangong, a Shenzhou 10 realizou manobras de acoplagem e desacoplagem no módulo, além de realizar uma volta completa em torno dela, algo ainda não feito antes pelas naves chinesas, para testar as novas técnicas de trajetórias de aproximação e acoplagem.
Às 23:25 GMT de 25 de junho, a nave começou a de-orbitar o módulo, iniciando sua reentrada na atmosfera. Trazendo os três taikonautas de volta, o módulo de reentrada tocou o solo às 00:07 GMT de 26 de junho, nas planícies da Mongólia Interior, na província de Siziwang, sendo recebida pela equipe de terra e encerrando a missão.